# 千輝同學未免甜得過火
《千輝同學未免甜得過火》是日本漫畫家所創作的漫畫，在《Dessert》2017年7月號至2020年12月號別冊附錄《Pink》連載後，由《Dessert》2021年1月號起開始於本誌連載。
改編真人電影於2023年3月3日上映，由高橋恭平主演，畑芽育飾演女主角，其他參演演員包括板垣李光人、莉子、曾田陵介、箭內夢菜、鈴木美羽等。

## 外部連結
- 漫畫官方網站（日語）
- 真人電影官方網站（日語）
- 真人電影的X（前Twitter）（日語）
- 真人電影的Instagram帳戶（日語）